# Choniostoma mirabile
Choniostoma mirabile is een eenoogkreeftjessoort uit de familie van de Nicothoidae. De wetenschappelijke naam van de soort is voor het eerst geldig gepubliceerd in 1886 door Hansen.